# Les Orgies macabres
Pour plus de détails, voir Fiche technique et Distribution.
Les Orgies macabres (L'orgia dei morti) est un film d'épouvante fantastique hispano-italien réalisé par José Luis Merino et sorti en 1973.

## Synopsis
L'histoire se déroule au début du XIXe siècle et raconte l'histoire de Serge, un jeune Londonien convoqué en Macédoine à la suite du décès de son riche oncle, un baron vivant à Skopje. Arrivé dans la ville, Serge apprend que la fille du baron défunt, sa cousine Mary, est également morte : assassinée immédiatement après les funérailles de son père. À la lecture du testament, il apprend que le riche baron a légué à Serge la quasi-totalité de sa fortune, tandis que Nadja, sa seconde jeune épouse, ne reçoit que quelques misérables rentes. Nadja, exaspérée par le choix de son défunt mari, tente de séduire Serge qui lui préfère Dorys, la jeune fille du Dr Leòn. Le docteur Leòn se rend fréquemment au château du défunt baron, car son cabinet est situé dans les cachots du manoir, où le médecin mène une série d'expériences très secrètes. Un jour, Nadja se fait assassiner par une entité indéterminée lors d'une séance de spiritisme. Un commissaire de police se met à enquêter sur ces meurtres. La police est convaincue que le responsable de ces méfaits est Igor, le fossoyeur du cimetière local, un homme mentalement déviant aux tendances nécrophiles. Ce n'est qu'à la fin que l'on découvre que le responsable des décès est le docteur Leòn.
Le docteur menait une série d'expériences sur des cadavres afin de les ramener à la vie. Les cobayes de ces expériences lui étaient fournis par Igor, qui récupérait les corps dans le cimetière local. Les expériences du Dr Leòn ont cependant échappé au contrôle du scientifique lui-même : les morts sont revenus à la vie et se sont transformés en zombies, finissant par ne plus obéir au docteur, semant la terreur. Nadja et Mary se font tuer par deux morts-vivants, et Igor est lui aussi victime d'un zombie. Pour tenter de se sauver, le Dr Leon, Dorys et Serge s'échappent et, pour repousser les morts-vivants, utilisent le feu. Un grand incendie se déclare dans le donjon du château et seuls Dorys et Serge parviennent à s'en sortir. Le Dr Leòn est tué par les mêmes êtres monstrueux qu'il a créés. Après l'intervention de la police et une grande opération de ratissage, on est amené à penser que les zombies ont tous péri dans l'incendie. Épuisé par les événements, Serge décide de rentrer à Londres où Dorys, devenue sa petite amie officielle, le rejoindra après quelques jours. Serge quitte Skopje en train tandis que Dorys part en calèche. Avant d'arriver à Londres, la jeune fille a l'intention d'assister aux funérailles de son père, le Dr Leòn. Dorys ne se rend pas compte que la voiture dans laquelle elle part est conduite par un mort-vivant.

## Fiche technique
- Titre original italien : L'orgia dei morti[1]
- Titre espagnol : La orgía de los muertos[2]
- Titre français : Les Orgies macabres[3]
- Réalisateur : José Luis Merino
- Scénario : José Luis Merino
- Photographie : Modesto Rizzolo
- Montage : Alessandro Lena
- Musique : Francesco De Masi
- Décors : Francesco Di Stefano, Eduardo Torres
- Maquillage : Julian Ruiz, Bianca Verdosi
- Production : Enrico Colombo, Ramon Plana, José-Luis Merino
- Société de production : Prodimex Films (Rome), Petruka Film (Madrid)
- Pays de production :  Italie -  Espagne
- Langue originale : espagnol
- Format : Couleurs par Eastmancolor - 1,85:1 - Son mono - 35 mm
- Durée : 97 minutes
- Genre : Film d'épouvante fantastique
- Dates de sortie :
  - Italie : 3 septembre 1973
  - France : 13 février 1974[3]
  - Espagne : 29 septembre 1975

## Distribution
- Stelvio Rosi (sous le nom de « Stan Cooper ») : Serge
- Maria Pia Conte : Nadja
- Paul Naschy : Igor
- Dyanik Zurakowska : Dorys
- Gérard Tichy : Dr León
- Carlos Quiney : le majordome
- Isarco Ravaioli : le maire
- Pasquale Basile : commissaire de police
- Aurora De Alba : Marie
- Alessandro Perrella
- José Cardenas
- Eleonora Vargas